# Ruwe alikruik
De ruwe alikruik (Littorina saxatilis) is een slakkensoort uit de familie van de Littorinidae. De wetenschappelijke naam van de soort werd in 1792 als Turbo saxatilis voor het eerst geldig gepubliceerd door Olivi. Hoewel deze soort reeds in de 18e eeuw voor het eerst werd geïdentificeerd, is het 112 keer verkeerd geïdentificeerd als een nieuwe soort.

## Beschrijving
De ruwe alikruik is een mariene huisjesslak, die voorkomt in zowel in zout als in brak water. De schelp is iets minder dan een centimeter hoog (soms tot 18 mm) en heeft 6 tot 9 windingen. De schelp is iets minder breed dan hoog en heeft een tamelijk scherpe top. Er zijn duidelijke spiraalvormige ribben en groeven aanwezig. De kleur is niet zo variabel als in sommige andere alikruiksoorten en meestal aan de donkere kant. De groeven kunnen donkerder zijn en de ribbels lichter, waardoor de schelp een (spiraalvormig) gestreept uiterlijk krijgt.

## Verspreiding en leefgebied
De ruwe alikruik heeft een wereldwijde verspreiding in noordelijke wateren, van de poolzee tot in de Middellandse Zee; westelijke Oostzee; Amerikaanse oostkust van de poolzee tot New Jersey. Deze inheemse soort is algemeen langs de zuidoostelijke Noordzeekust en in Zeeland. Vooral de dikschalige ruwe vorm is erg algemeen op hard substraat (stenen van pieren en dijken) langs de gehele zuidoostelijke Noordzeekust. Deze slakkensoort is een herbivoor die graast op het oppervlak van rotsen en slikken.